# 国际货运代理协会联合会
国际货运代理协会联合会（英語：International Federation of Freight Forwarders Associations,FIATA），简称“菲娅塔”，是非盈利的国际货运代理行业组织。标志是法文的缩写FAITA。在亚太、欧洲、美洲、非洲和中东等4个区域设立了地区办事处。
FIATA制定廣泛用於貨運的文件格式。
1926年5月31日，根据《瑞士民法法典》（ZGB）第60条的规定，由16个国家的货运代理协会于在奥地利维也纳成立FIATA；首席主席是哥本哈根的P.Lenman先生。

## 腳註
1. ↑  Petrov follows in Pietersens footsteps at fiata （页面存档备份，存于）, ITJ Transport Journal, Nov. 25th, 2021
2. ↑  . fiata.org.   [2023-03-11]. （原始内容存档于2023-03-11） （英语）. Founded in 1926 in Vienna, Austria, FIATA owes its acronym to its French name......

- mamphat （页面存档备份，存于）